# 소콜 (열차)

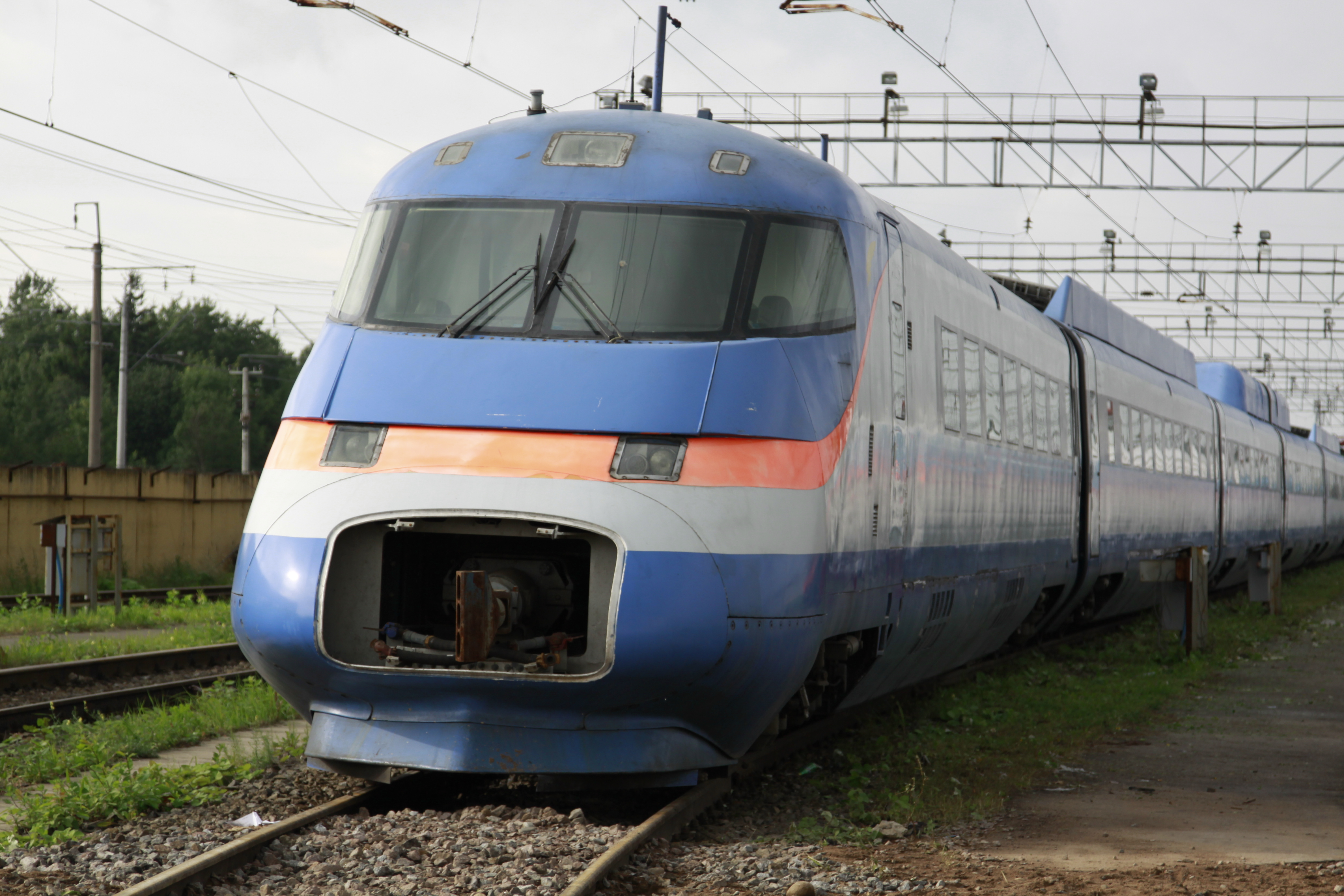

ES250(러시아어: ЭС250) 또는 소콜(Сокол [ˈso̞kəɫ] 듣기 (도움말·정보))은 러시아 철도에 사용될 예정이었던 고속 열차이다. 모스크바-상트페테르부르크 간에 투입할 ER200의 후속 열차로 1991년 러시아 정부 주도의 회사(Высокоскоростные магистрали, РАО ВСМ)를 설립하여 개발을 시작하였다. 설계 속도 350 km/h에 영업 속도 300 km/h로 계획되었으나, 여러 문제로 인하여 250 km/h 열차 개발로 조정되었다.
50개 이상의 회사가 참여한 프로젝트의 결과로 1997년-1999년 동안 티흐빈에 있는 트란스마시 공장에서 시험차가 생산되었으며, 2001년에 236 km/h 시험 운행에 성공하였다. 그러나 시험 운행 중 발생한 여러 문제점으로 인하여 2002년 4월 개발이 중단되었고 개발 회사가 해체되었다.
현재 시험 제작된 1개 편성은 티흐빈의 트란스마시 공장에 유치되어 있다.
2006년 RZD와 지멘스는 모스크바-상트페테르부르크간에 벨라로 고속 열차를 도입하는 계약을 맺었다.